# Château de la Cour (Laubrières)
Pour les articles homonymes, voir Château de la Cour.
Le Château de la Cour est un château français, situé à Laubrières, dans le département de la Mayenne et la région des Pays de la Loire.  

## Historique
Le château est mis en vente nationalement, le 10 nivôse an VI, sur M. Lefebvre de Laubrière. Le logis seigneurial et domaine est racheté sur la nation par Louise-Pélagie Lefebvre de Laubrière, femme d'Urbain de Vassé, an V.

## Sources et bibliographie
- « Château de la Cour (Laubrières) », dans Alphonse-Victor Angot et Ferdinand Gaugain, Dictionnaire historique, topographique et biographique de la Mayenne, Laval, A. Goupil, 1900-1910 [détail des éditions] (BNF 34106789, présentation en ligne)